# János Bóka

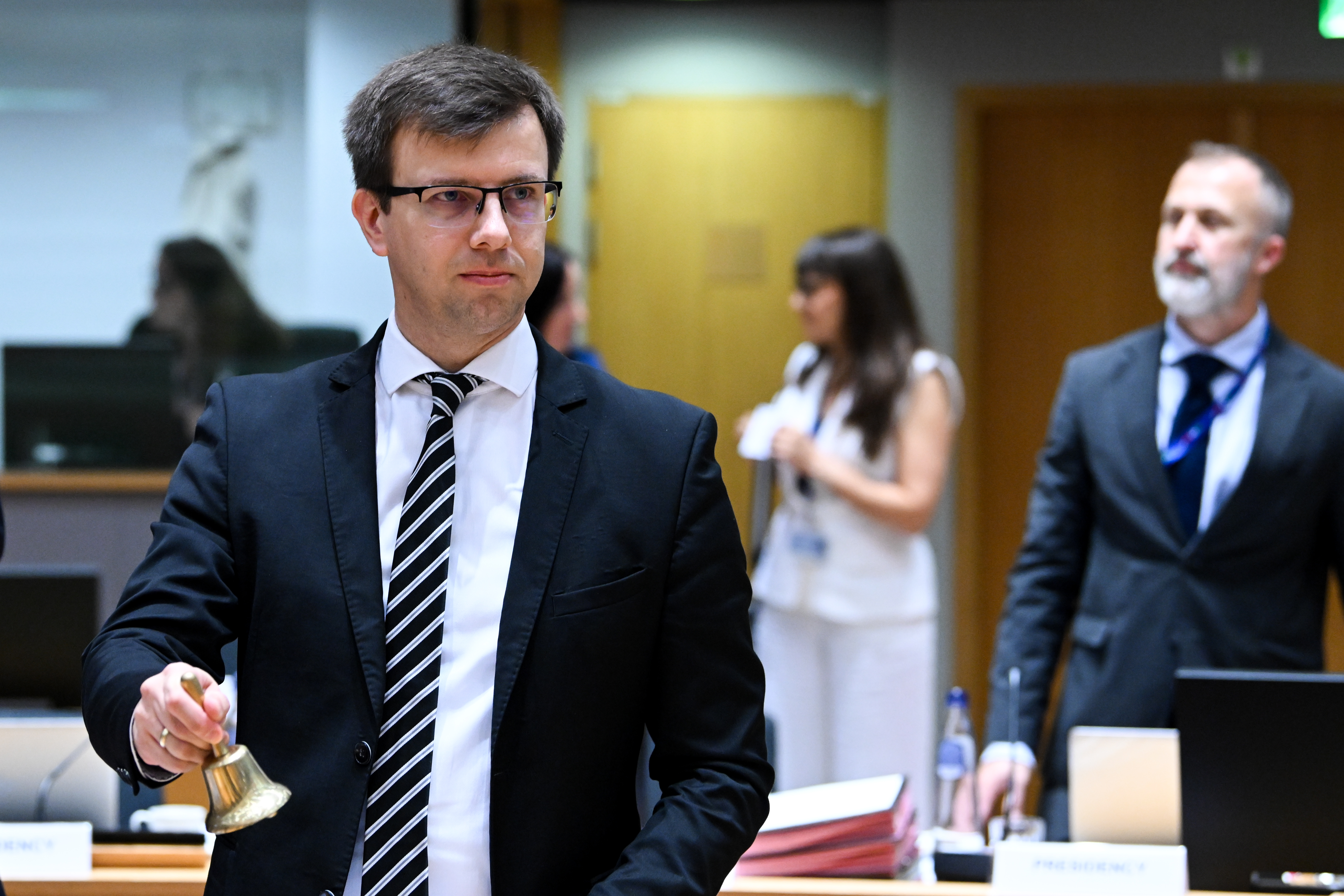
János Bóka (2024)

János Bóka (* 27. Juli 1978 in Szolnok) ist ein ungarischer parteiloser Politiker, Rechtsanwalt, Hochschullehrer und seit dem 1. August 2023 Minister für europäische Angelegenheiten im Kabinett Orbán V.

## Leben

### Karriere
Er wurde 1978 in Szolnok geboren. 1996 schloss er sein Studium am Ferenc-Verseghy-Gymnasium in Szolnok ab. Sein Jurastudium erlangte er 2001 an der Fakultät für Staat und Recht der Universität Szeged. Zwischen 2005 und 2006 absolvierte er ein Masterstudium an der Vrije Universiteit in Brüssel. Im Jahr 2013 erlangte er einen Doktorgrad an der Universität Szeged.
Zwischen 2001 und 2003 arbeitete er als Lehrassistent am Lehrstuhl für Völkerrecht und Europarecht der Fakultät für Recht und Staat der Universität Szeged. Zwischen 2003 und 2004 arbeitete er im Informationsbüro, danach arbeitete er bis 2009 als Assistent von István Szent-Iványi, dem EP-Vertreter der SZDSZ, im Europäischen Parlament. Im selben Jahr war er auch Kandidat der SZDSZ für das Amt des EP-Vertreters bei den Wahlen zum Europäischen Parlament. Ab 2009 arbeitete er als Lehrassistent, dann von 2011 bis 2016 als Assistenzprofessor an der Fakultät für Recht und Regierung der Universität Szeged.
Von 2014 bis 2015 arbeitete er als Chefberater für das Civil College der Kúria.
Zwischen 2015 und 2019 war er außerordentlicher Universitätsprofessor an der National University of Public Service und zwischen 2016 und 2017 stellvertretender Dekan.
Von 2017 bis 2018 war er Direktor der Ungarischen Justizakademie des Landesgerichtsamtes.
Von 2018 bis 2020 war der Staatssekretär des Justizministeriums zuständig für europäische Angelegenheiten und die internationale justizielle Zusammenarbeit.
Von 2019 bis 2022 ist er außerordentlicher Universitätsprofessor an der Fakultät für Recht und Regierung der Reformierten Gáspár-Universität Károli.
Zwischen 2021 und 2022 war er Staatssekretär für europäische Angelegenheiten im Büro des Premierministers.
Zwischen 2022 und 2023 war er Staatssekretär für europäische Angelegenheiten im Justizministerium.
Seit dem 1. August 2023 ist er Minister für europäische Angelegenheiten. 
Er spricht Englisch und Französisch auf fortgeschrittenem Niveau sowie Russisch auf mittlerem Niveau.

### Privat
Er ist verheiratet und Vater von zwei Kindern.